# مدرسه مری
مدرسه مری مربوط به دوره پهلوی اول است و در شهرستان سیمرغ، دهستان کیاکلا، روستای مری واقع شده و این اثر در تاریخ ۲۶ اسفند ۱۳۸۶ با شمارهٔ ثبت ۲۱۹۸۷ به‌عنوان یکی از آثار ملی ایران به ثبت رسیده است.